# Перози, Карло
Карло Перози (итал. Carlo Perosi; 18 декабря 1868, Тортона, королевство Италия — 22 февраля 1930, Рим, королевство Италия) — итальянский куриальный кардинал и ватиканский сановник. Регент Священной Апостольской Пенитенциарии с 7 декабря 1911 по 8 декабря 1916. Асессор Верховной Священной Конгрегации Священной Канцелярии с 8 декабря 1916 по 21 июня 1926. Про-секретарь Священной Консисторской Конгрегации с 10 февраля по 1 ноября 1928. Секретарь Священной Консисторской Конгрегации с 1 ноября 1928 по 22 февраля 1930. Кардинал-дьякон с 21 июня 1926, с титулярной диаконией Сант-Эустакьо с 24 июня 1926.